# 茂木秀
茂木秀（1999年1月15日—），日本足球運動員，前日本20歲以下足球代表隊成員。現效力於日職球隊大阪櫻花。

## 俱乐部生涯
2017年，茂木秀在大阪櫻花开始足球生涯。

## 日本國家足球隊
茂木秀参加了2019年U-20世界盃。